# Tidningarnas Telegrambyrås idrottsledarpris
TT:s idrottsledarpris var ett pris som delades ut till årets främsta svenska idrottsledare, av nyhetsbyrån Tidningarnas Telegrambyrå (senare TT Nyhetsbyrån) mellan 1971 och 2013. Pristagaren röstades fram av sportcheferna på svenska tidningar, radio- och tv-kanaler.
Sedan 2013 är priset hopslaget med Svenska Idrottsakademins pris Årets ledare/tränare, med det nya gemensamma namnet Årets ledare. Det nya priset delas ut i samband med Svenska Idrottsgalan.

## Vinnare av TT-priset
- 1971: Rudolf Svedberg, brottning
- 1972: Gunnel Weinås, simhopp
- 1973: Erik Extergren, bordtennis
- 1974: Georg Ericson, fotboll
- 1975: Olle Rolén, alpint
- 1976: Curt Söderlund, cykel
- 1977: Hans "Virus" Lindberg, ishockey
- 1978: Bjarne Andersson, skidor
- 1979: Bob Houghton, fotboll
- 1980: Sven von Holst, simning
- 1981: Håkan Sundin, bandy
- 1982: Sven-Göran Eriksson, fotboll
- 1983: Lars "Laban" Arnesson, fotboll
- 1984: Åke Jönsson, skidor
- 1985: Hans Olsson, tennis
- 1986: Anders Kristiansson, volleyboll
- 1987: Curt Lindström och Tommy Sandlin, ishockey
- 1988: Leif Carlsson, boxning
- 1989: Olle Nordin, fotboll
- 1990: Bengt "Bengan" Johansson, handboll
- 1991: Conny Evensson, ishockey
- 1992: Tommy Svensson, fotboll
- 1993: Tommy Svensson (2), fotboll
- 1994: Tommy Svensson (3), fotboll
- 1995: Pia Nilsson, golf
- 1996: Kalle Sundqvist, kanot
- 1997: Carl-Axel Hageskog, tennis
- 1998: Tommy Söderberg, fotboll
- 1999: Tommy Söderberg (2), fotboll
- 2000: Hans Chrunak, simning
- 2001: Sören Cratz, fotboll
- 2002: Ulf Karlsson, friidrott
- 2003: Marika Domanski Lyfors, fotboll
- 2004: Ulf Karlsson (2), friidrott
- 2005: Lars Lagerbäck, fotboll
- 2006: Bengt-Åke Gustafsson, ishockey
- 2007: Anders Pärson, alpint
- 2008: Nanne Bergstrand, fotboll
- 2009: Staffan Eklund, skidskytte
- 2010: Joakim Abrahamsson och Magnus Ingesson, skidor
- 2011: Anneli Östberg och Håkan Carlson, orientering
- 2012: Pia Sundhage, fotboll